# Sauromates III
Sauromates III (grec antic: Τιβέριος Ἰούλιος Σαυροματης Φιλόκαισαρ Φιλορώμαίος Eυσεbής) va ser rei del Bòsfor, successor del seu germà Cotis III del Bòsfor cap a l'any 229.
De seu regnat només es coneixen les seves monedes, que apareixen amb la imatge de l'emperador Alexandre Sever i estan datades potser l'any 231. El va succeir en el tron el seu nebot Rescuporis III (fill de Cotis III del Bòsfor) aproximadament l'any 233, potser amb el seu oncle Inintemeros (o Inintimaios, germà de Sauromates III) com associat al tron.